# Richard-Wagner-Straße 81 (Mönchengladbach)

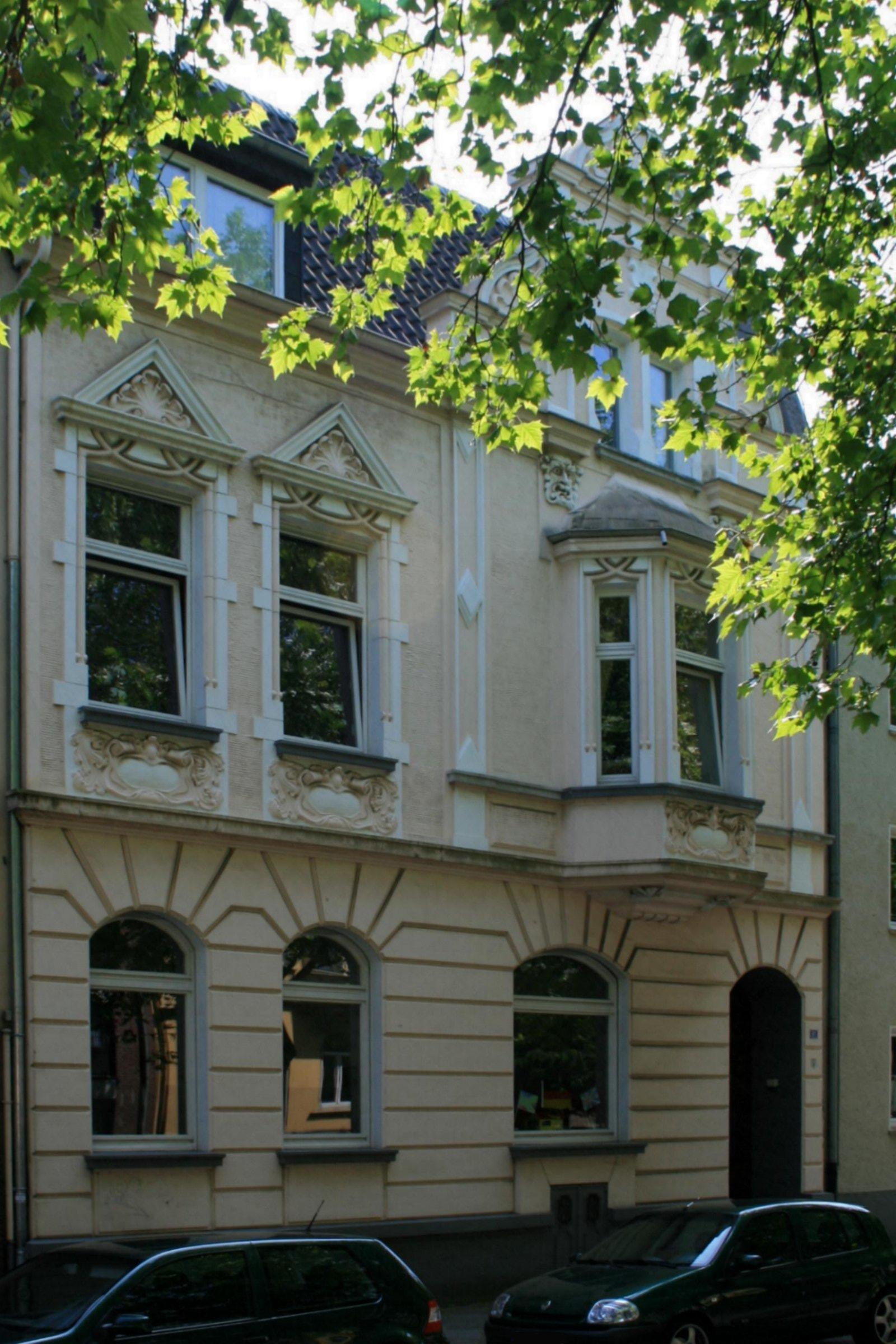
Wohnhaus (2010)

Das Wohnhaus Richard-Wagner-Straße 81 steht in Mönchengladbach (Nordrhein-Westfalen) im Stadtteil Dahl.
Das Gebäude wurde 1905 erbaut. Es wurde unter Nr. R 045 am 7. August 1990 in die Denkmalliste der Stadt Mönchengladbach eingetragen.

## Architektur
Das Wohnhaus Nr. 81 wurde 1905 erbaut. Mit den Häusern Nr. 86 und Nr. 127 sind weitere historische Bauten in der Nachbarschaft erhalten. Bei dem Objekt handelt es sich um ein zweigeschossiges Gebäude mit dreiseitigem Erker in den beiden rechten Achsen des Obergeschosses und geschweiftem Zwerchgiebel und einem Mansarddach.